# Stora Öresjön, Dalsland
Stora Öresjön är en sjö i Färgelanda kommun i Dalsland och ingår i Örekilsälvens huvudavrinningsområde. Sjön har en area på 0,0755 kvadratkilometer och ligger 140 meter över havet. Sjön avvattnas av vattendraget Smedserudsbäcken.

## Delavrinningsområde
Stora Öresjön ingår i det delavrinningsområde (649213-127132) som SMHI kallar för Mynnar i Munkedalsälven. Medelhöjden är 127 meter över havet och ytan är 10,17 kvadratkilometer. Det finns inga avrinningsområden uppströms utan avrinningsområdet är högsta punkten. Smedserudsbäcken som avvattnar avrinningsområdet har biflödesordning 3, vilket innebär att vattnet flödar genom totalt 3 vattendrag innan det når havet efter 20 kilometer. Avrinningsområdet består mestadels av skog (76 procent) och öppen mark (11 procent). Avrinningsområdet har 0,08 kvadratkilometer vattenytor vilket ger det en sjöprocent på 0,7 procent.